# Total War: Warhammer
Total War: Warhammer ist der zehnte Teil der Computer-Strategiespielserie Total War des britischen Entwicklerstudios Creative Assembly. Als erstes Spiel der Reihe basiert es nicht auf einem historischen Hintergrund, sondern ist ein Lizenzprodukt des Tabletop-Spiels Warhammer Fantasy von Games Workshop.
Das Spiel erschien am 24. Mai 2016 für Microsoft Windows, am 22. November 2016 für Linux und am 18. April 2017 für mac OS. Vertrieben wird das Spiel vom japanischen Publisher Sega.

## Handlung
Total War: Warhammer spielt in der sogenannten „Alten Welt“ zur Zeit der Herrschaft von Kaiser Karl Franz, der im Jahr 2502 der imperialen Zeitrechnung die Herrschaft über das Imperium der Menschen antrat.

## Spielprinzip
Spielbar sind neben dem menschlichen Imperium die Grünhäute (Orks und Goblins), die Zwerge und die Vampirfürsten. Für Vorbesteller und Käufer in der ersten Woche ist zudem die Chaos-Fraktion kostenlos spielbar. Neue Völker wurden durch kostenlose und kostenpflichtige Herunterladbare Inhalte freigeschaltet. So kam im Februar 2017 das nun spielbare Königreich Bretonia dazu. Jede Rasse bzw. Fraktion hat besondere Eigenschaften und jeweils eigene Heldencharaktere. Durch letztere fließen im Vergleich zu den historisch orientierten Total-War-Serienablegern verstärkt Elemente eines Rollenspiels in die Spielmechanik ein, da die Anführer Erfahrungspunkte sammeln und spezielle Eigenschaften gewinnen, die sie im Kampf einsetzen können. Die Rassen spielen sich aufgrund ihrer teils sehr spezifischen Eigenarten viel unterschiedlicher als die Fraktionen in anderen Teilen der Total-War-Reihe.

## Erweiterungen
Herunterladbare Inhalte (DLCs) für Total War: Warhammer:
- Chaoskrieger-Pack (Chaos Warriors Race Pack) (Chaoskrieger-Kampagnen-DLC, erschienen am 24. Mai 2016)
- Blut für den Blutgott (Blood for the Blood God) (Gore-DLC, erschienen am 30. Juni 2016)
- Ruf der Tiermenschen (Call of the Beastmen) (Tiermenschen-Kampagnen-DLC, erschienen am 28. Juli 2016)
- Die Grimmen und Grimmigen (The Grim and The Grave) (Kommandant-Paket-DLC, Map Pack und legendäre Söldnerregimenter, erschienen am 1. September 2016)
- Der König und der Waaaghboss (The King and the Warlord) (Kommandant-Paket-DLC für Grünhäute und Zwerge, erschienen am 20. Oktober 2016)
- Wurrzag (kostenloser DLC, legendärer Ork-Kommandant, erschienen am 20. Oktober 2016)
- Grombrindal der Weiße Zwerg (Grombrindal The White Dwarf) (legendärer Zwergen-Kommandant, erschienen am 22. Oktober 2016)
- Reich der Waldelfen (Realm of The Wood Elves) (Waldelfen-Kampagnen-DLC, erschienen am 8. Dezember 2016)
- Bretonia (Bretonnia) (Bretonen-Kampagnen-DLC, erschienen am 28. Februar 2017)
- Isabella von Carstein (Vampirfürsten-Kampagnen-DLC, erschienen am 28. Februar 2017)
- Norsca (Norsca-Barbaren-Kampagnen-DLC, erschienen am 10. August 2017)
- Krell (legendärer Nekromant Heinrich Kemmler der Vampirfürsten, erschienen am 20. Juli 2017)
- Legendäre Söldnerregimenter (30th Anniversary Regiments / 30 Regiments of Renown) (legendäre Söldnereinheiten der DLC-Völker, erschienen am 10. August 2017)

## Entwicklung
Am 22. April 2015 kündigte Creative Assembly Total War: Warhammer als nächsten Titel der Serie an. Es handelt sich um den ersten Teil der Serie, der in einem Fantasy-Szenario angesiedelt ist. Total War: Warhammer ist der erste Teil einer Trilogie, die in der Welt von Warhammer Fantasy spielt.

## Rezeption
In den ersten Testberichten wurde das Spiel positiv bewertet. GameStar vergab eine Wertung von zunächst 85 %, die später auf 87 % erhöht wurde, PC Games bewertete das Spiel mit 87 % und IGN vergab 8,6 von 10 möglichen Punkten. Bei Metacritic ergibt sich ein Durchschnitt von 86 Punkten basierend auf 62 Reviews (Stand: 7. Juni 2016).
Das Spiel wurde innerhalb der ersten drei Tage über 500.000 Mal gekauft und setzte damit einen neuen Rekord innerhalb der Total-War-Reihe.

## Fortsetzungen
Es erschienen zwei Fortsetzungen, die jeweils die Kampagnenkarte des ersten Teils um weitere Kontinente, Völker und Fraktionen der Warhammerwelt erweitern. Ziel sei es alle 15 großen Fraktionen der achten Edition der Tabletop-Vorlage von Warhammer Fantasy in das Spiel zu integrieren.
Am 28. September 2017 wurde Total War: Warhammer II veröffentlicht. Mit dem zweiten Teil der Reihe wird die Spielwelt um die Hochelfen, Dunkelelfen, Echsenmenschen und Skaven erweitert.
Am 17. Februar 2022 erschien Total War: Warhammer III, welches die Spielwelt unter anderem mit Kislev, vier Chaos-Fraktionen und die Ogerkönigreiche erweitert.